# Advanced Video Codec High Definition
AVCHD (Advanced Video Codec High Definition — «удосконалений відеокодек високої чіткості») — формат запису відео високої чіткості, запропонований Sony та Panasonic в середині 2006. Для запису використовуються DVD-диски, тверді диски або флеш-пам'ять. Цей формат конкурує з іншими форматами «кишенькових» відеокамер, особливо такими як HDV та MiniDV.

## Огляд

File organization on Panasonic and Canon solid-state AVCHD camcorders

В форматі AVCHD використовується кодек стиснення відео MPEG-4 AVC/H.264 (AVC) та кодеки стиснення звуку Dolby AC-3 (Dolby Digital) або linear PCM. Нестиснене лінійне аудіо PCM не використовується в побутових пристроях, проте застосовується в відеокамерах NXCAM компанії Sony.
Окрім можливості запису аудіо та відео, формат AVCHD включає в себе функції поліпшення товарного вигляду: меню навігації, слайд-шоу та субтитри.
Система навігації за меню схожа на систему, яка використовується в DVD-дисках: користувач може мати моментальний доступ до окремих відео фрагментів з головного екрану. Слайд-шоу може бути створено з послідовності стоп-кадрів і може супроводжуватися звуковою доріжкою. Субтитри використовуються в деяких відеокамерах для позначення міток запису (так звані timestamp).
Потоки аудіо, відео, субтитрів та додаткової інформації мультиплексуються в транспортний потік MPEG і зберігаються на носіях у вигляді бінарних файлів. Як правило, на картах пам'яті та на жорстких дисків використовується файлова система FAT32, а на оптичних дисках — файлові системи UDF або ISO 9660.
На рівні файлової системи структура AVCHD схожа на файлову систему Blu-ray Disc, але не тотожна їй. Так в пристроях компаній Canon та Panasonic використовується формат назв імен файлів «8.3», в той час як у дисках Blu-ray — формат LFN. Іншою відмінністю є розташування директорії BDMV, в якій містяться медіа-файли. В DVD-відеокамерах папка BDMV знаходиться в кореневій директорії, як і на диску Blu-Ray. Проте в відеокамері з твердим диском компанії Canon Canon HG10 папка BDMV знаходиться в директорії AVCHD, яка розташована в кореневій директорії.
AVCHD-записи можуть бути передані на комп'ютер шляхом підключення відеокамери за допомогою USB-з'єднання. Дані зі знімних носіїв, таких як карти пам'яті SDHC та Memory Stick та дисків DVD можуть бути завантажені безпосередньо в комп'ютер. Копіювання файлів з відеокамери AVCHD або зі змінного носія може бути виконано з вищою швидкістю, ніж з магнітної плівки відеокамери, тому що швидкість передачі даних не обмежена у реальному часі відтворення.
Подібно до того, як редагування відео в форматі  DVCPRO HD та HDV вимагає дуже потужного комп'ютера, так і в форматі AVCHD вимагає великих потужностей для редагування. У порівнянні з HDV, для формата AVCHD потрібно 2-4-кратне підвищення обчислювальної потужності для відтворення в реальному часі: на центральний процесор та відеокарту комп'ютера лягає велике навантаження.

## Характеристики
| Video                               | Video | Video | Video | Video |
| ----------------------------------- | --- | --- | --- | --- |
| Відеосигнал                         | 1080/60i 1080/50i 1080/24p 1080/25p | 720/60p 720/50p 720/24p | 480/60i | 576/50i |
| Розмір кадру в пікселях             | 1920×1080 1440×1080 | 1280 x 720 | 720×480 | 720×576 |
| Пропорції кадру                     | 16:9 | 16:9 | 4:3, 16:9 | 4:3, 16:9 |
| Стиснення відео                     | MPEG-4 AVC/H.264 (рівень основного профіля −4.0 або рівень високого профіля-4.1, в залежності від постачальника)                                           | MPEG-4 AVC/H.264 (рівень основного профіля −4.0 або рівень високого профіля-4.1, в залежності від постачальника)                                           | MPEG-4 AVC/H.264 (рівень основного профіля −4.0 або рівень високого профіля-4.1, в залежності від постачальника)                                           | MPEG-4 AVC/H.264 (рівень основного профіля −4.0 або рівень високого профіля-4.1, в залежності від постачальника)                                           |
| Яскравість частота дискретизації    | 74.25 MHz 55.7 MHz | 74.25 MHz | 13.5 MHz | 13.5 MHz |
| Формат вибірки кольору              | 4:2:0 | 4:2:0 | 4:2:0 | 4:2:0 |
| Квантування                         | 8 bits (both luminance and chrominance) | 8 bits (both luminance and chrominance) | 8 bits (both luminance and chrominance) | 8 bits (both luminance and chrominance) |
| Audio                               | | | | |
| Стиснення                           | Dolby Digital (AC-3) | Dolby Digital (AC-3) | Linear PCM | Linear PCM |
| Швидкість потоку стисненого аудіо   | 64 to 640 kbit/s | 64 to 640 kbit/s | 1.5 Mbit/s (2 channels) | 1.5 Mbit/s (2 channels) |
| Режим аудіо                         | 1-5.1 channels | 1-5.1 channels | 1-7.1 channels | 1-7.1 channels |
| System                              | | | | |
| Тип потоку                          | система передачі MPEG | система передачі MPEG | система передачі MPEG | система передачі MPEG |
| Швидкість передачі системних даних  | до 24 Мбіт/с (AVCHD згідно з Рівнем 4.1 високого профілю H264) до 17 Мбіт/с (AVCHD згідно з Рівнем 4.0 основного профілю H264) до 18 Мбіт/с для DVD носіїв | до 24 Мбіт/с (AVCHD згідно з Рівнем 4.1 високого профілю H264) до 17 Мбіт/с (AVCHD згідно з Рівнем 4.0 основного профілю H264) до 18 Мбіт/с для DVD носіїв | до 24 Мбіт/с (AVCHD згідно з Рівнем 4.1 високого профілю H264) до 17 Мбіт/с (AVCHD згідно з Рівнем 4.0 основного профілю H264) до 18 Мбіт/с для DVD носіїв | до 24 Мбіт/с (AVCHD згідно з Рівнем 4.1 високого профілю H264) до 17 Мбіт/с (AVCHD згідно з Рівнем 4.0 основного профілю H264) до 18 Мбіт/с для DVD носіїв |
| Розширення назви файлу (як правило) | mts (on camcorder), m2ts (після завантаження в комп'ютер)                                                                                                  | mts (on camcorder), m2ts (після завантаження в комп'ютер)                                                                                                  | mts (on camcorder), m2ts (після завантаження в комп'ютер)                                                                                                  | mts (on camcorder), m2ts (після завантаження в комп'ютер)                                                                                                  |
| Носії                               | 8 cm оптичні носії (DVD) SD/SDHC Memory Card «Memory Stick» Вбудований жорсткий диск або флеш-пам'ять                                                      | 8 cm оптичні носії (DVD) SD/SDHC Memory Card «Memory Stick» Вбудований жорсткий диск або флеш-пам'ять                                                      | 8 cm оптичні носії (DVD) SD/SDHC Memory Card «Memory Stick» Вбудований жорсткий диск або флеш-пам'ять                                                      | 8 cm оптичні носії (DVD) SD/SDHC Memory Card «Memory Stick» Вбудований жорсткий диск або флеш-пам'ять                                                      |

## Продукція

### Програмні засоби
Програми, які підтримують редагування AVCHD-формату:
- Apple's Final Cut Express 4, Final Cut 6.0.1, CyberLink's PowerDirector 6, Sony Vegas 7.0e, Vegas Pro 8, та Vegas Movie Studio Platinum 8, Corel's Ulead VideoStudio 11 Plus, Corel's Ulead DVD MovieFactory 5, Pinnacle's Studio Plus 11, Avid Xpress Pro та Avid Media Composer, Canopus' EDIUS Pro 4.5.
- Nero 7 Ultra Edition Enhanced та Nero 8 Ultra Edition — набори програмного забезпечення, які містять редактори AVCHD, засновані на Nero Vision. Також входять в цей набір Nero Showtime, який відтворює AVCHD-файли. Редаговане відео може також бути записане на диски DVD у форматі AVCHD для відтворення на апаратних плеєрах або в формат Blu-ray.
- iMovie '08 дозволяє вам перетворювати AVCHD на формат проміжної Ланка Apple Codec, але не підтримує AVCHD безпосередньо.
- Інші розробники також декларують свою підтримку AVCHD.

Наступне програмне забезпечення може переконвертовувати AVCHD в інші формати:
- Roxio's Toast Titanium 9 може імпортувати відео AVCHD та записувати Blu-ray- та DVD-диски.
- Canopus's AVCHD Converter може конвертувати AVCHD у формат, який може редагуватися, використовуючи Canopus' EDIUS 3/4.
- Зв'язаний інструмент, Canopus' ProCoder, може виконувати конвертування у формати, придатні до редагування в інших програмах, які не підтримують AVCHD безпосередньо.